# 何信泉
何信泉（1917年4月—2010年9月9日），又名何信全，男，广东南海人，中国企业家、摄影家，曾任广东省工商业联合会副主任委员，中国摄影学会常务理事。